# Max-Reimann-Stadion
Max-Reimann-Stadion hießen das Leichtathletikstadion und die Radrennbahn in der brandenburgischen Stadt Cottbus, die heute Bestandteil des Sportzentrums Cottbus sind. Das Stadion entstand auf den Trümmern einer in den letzten Tagen des Zweiten Weltkrieges zerstörten Sportanlage und war nach dem kommunistischen Politiker Max Reimann benannt.

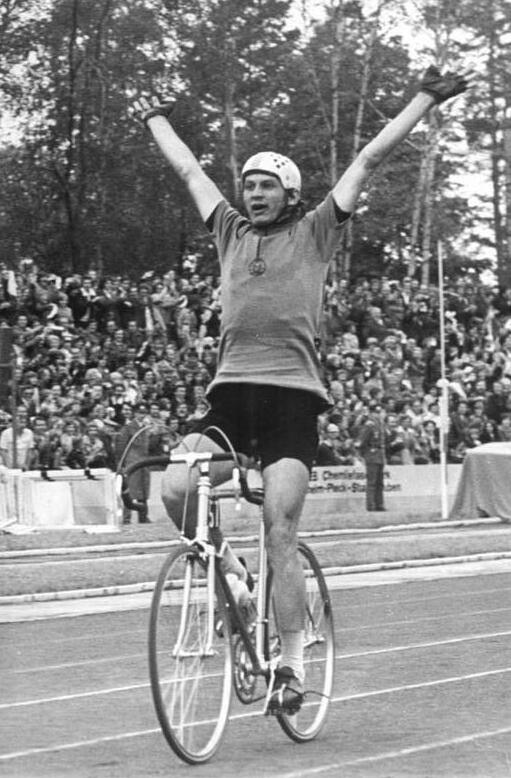
Bernd Drogan, Etappensieger der Internationalen Friedensfahrt, am 15. Mai 1977 im Max-Reimann-Stadion vor 25.000 Zuschauern

Der Beschluss zum Wiederaufbau wurde am 30. November 1948 getroffen. Mit vielen freiwilligen Arbeitseinsätzen und der Unterstützung der Bau Union Cottbus, wurden am 14. Oktober 1951 die ersten Bahn-Radsportwettkämpfe ausgefahren. Mit Wettkämpfen aller Art wurde die gesamte Anlage vom 15. bis 17. August 1952 vor 20.000 Zuschauern eröffnet.
Neben leichtathletischen Wettbewerben und Radsportveranstaltungen nutzten  vor allem Handballspieler und Boxer die Einrichtungen. Bis Ende der 1960er Jahre haben allerdings auch die Fußballer von Energie Cottbus teilweise ihre Heimspiele in dem Stadion ausgetragen. 1979 wurden die Sportstätten dem damals neuesten internationalen Standard angepasst, und es konnten wieder internationale Großveranstaltungen der Leichtathletik in Cottbus stattfinden. So wurde die DDR-Leichtathletik-Meisterschaften 1980 hier ausgetragen.
Am 31. Oktober 1987 wurde eine neugebaute Radrennbahn (das heutige Cottbuser Radstadion) eingeweiht. Die alte im Jahre 1951 fertiggestellte Bahn wurde abgerissen; dem Neubau musste auch das Eisstadion weichen.
Das Eingangstor und der Wettkampfturm blieben erhalten und stehen unter Denkmalschutz. Heute befindet sich auf dem Gelände der Rasenplatz des Fußball-Landesverbands Brandenburg.
Die letzte Umbaumaßnahme vollzog sich im Sommer 2002, als das Stadion eine neue Kunststoffbahn erhielt.
Als Freiluftgelände wurde das Stadion 1990 erstmals für ein Konzert mit Udo Lindenberg genutzt.
Die beiden Sportanlagen sind der Grundstock des Cottbuser Sportzentrums.
Das Stadion hat eine Maximalkapazität von 19.000 Zuschauern, im Spielbetrieb sind es 4.999 Zuschauer.